# Haus Sorgenfrei
Haus Sorgenfrei ist ein architektonisch bedeutsamer ehemaliger Herrensitz mit einem schlossartigen Herrenhaus auf dem Augustusweg 48 in der Oberlößnitz, heute Radebeul. Das Anwesen besteht aus einem Haupthaus und weiteren Gebäuden in einer Park- beziehungsweise Gartenanlage. Es wurde für den Dresdner Bankier und Freiherrn Christian Friedrich von Gregory nach Plänen des Dresdner Architekten Johann August Giesel im Dresdner Zopfstil errichtet, einem spätbarocken Baustil im Übergang vom Rokoko zum Klassizismus. Der Name „Sorgenfrei“ ist eine Reminiszenz an das Potsdamer Schloss Sanssouci (frz. sans souci = ohne Sorge).

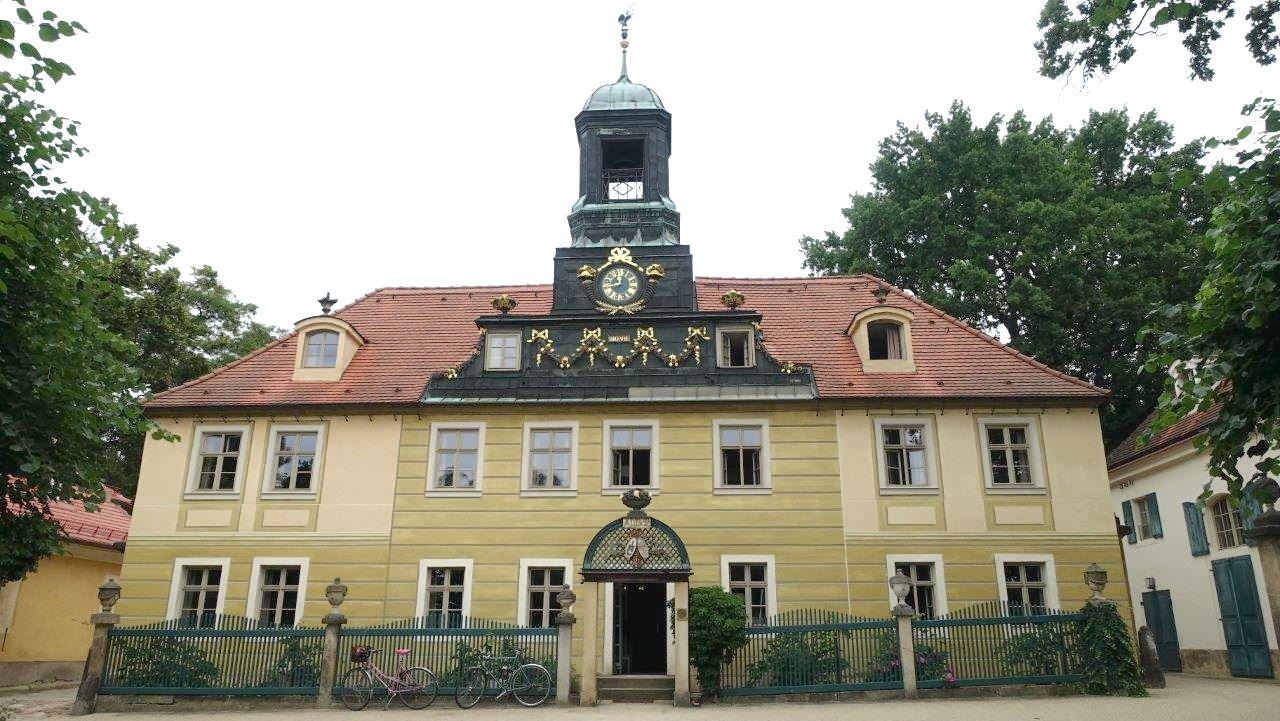
Herrenhaus mit Turmaufbau im Zopfstil (heute Landhotel)

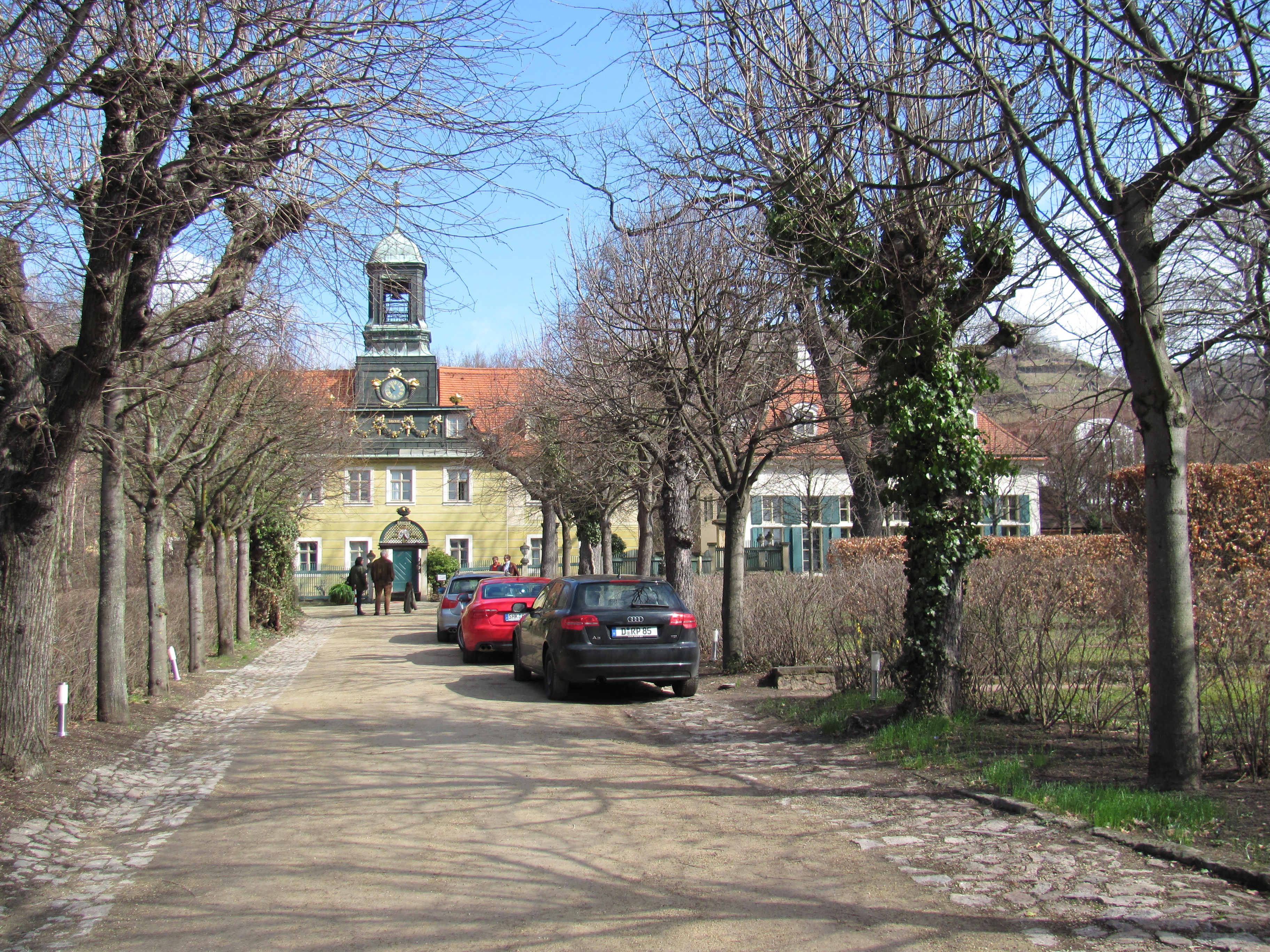
Unbelaubte Alleezufahrt

Nach der restauratorisch aufwendigen Instandsetzung während der 1990er Jahre wird das Anwesen heute als Landhotel Villa Sorgenfrei genutzt, im ehemaligen Gartensaal befindet sich das prämierte Restaurant Atelier Sanssouci.

## Beschreibung

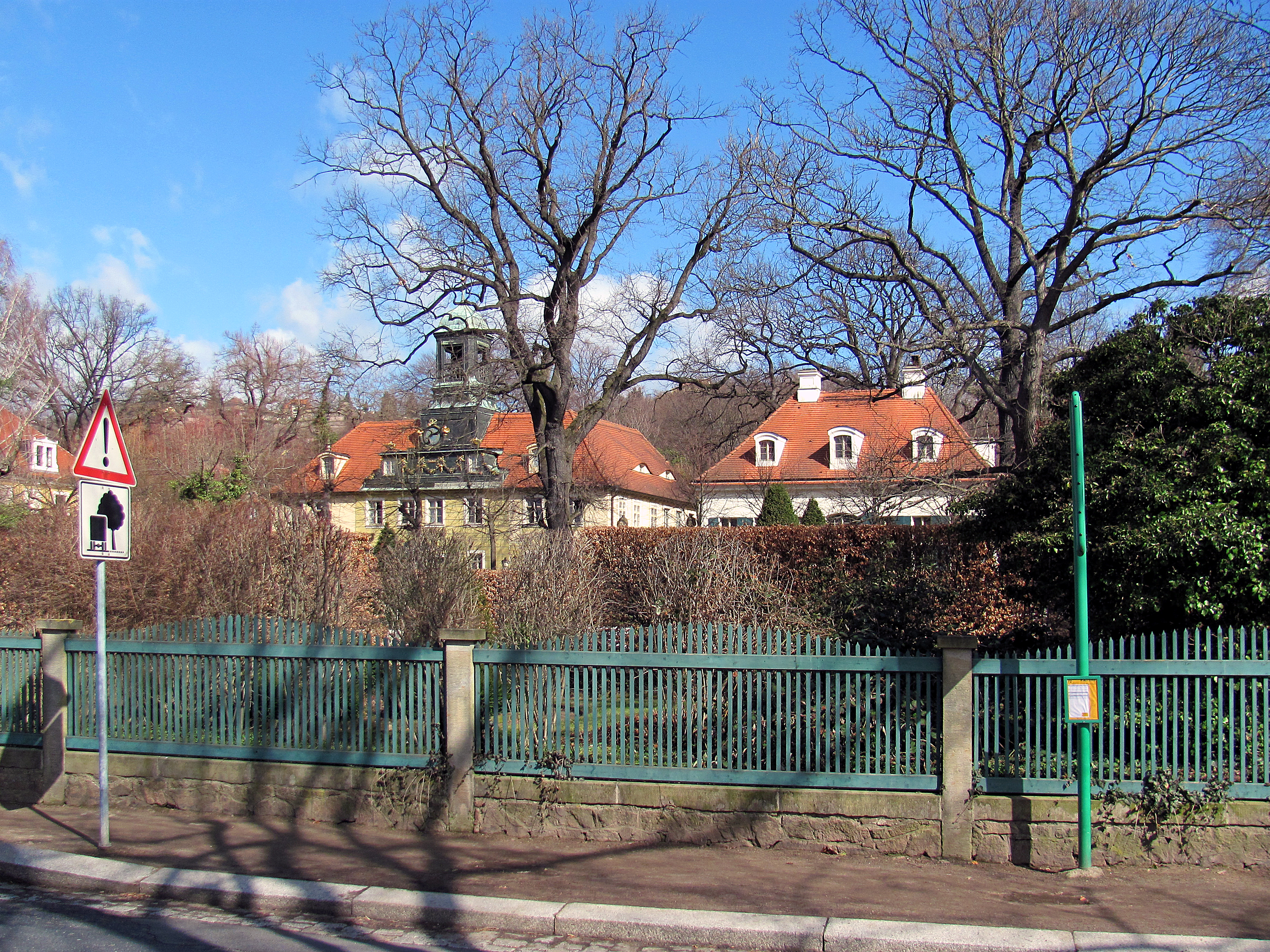
Haus Sorgenfrei mit Gartensaal (rechts)

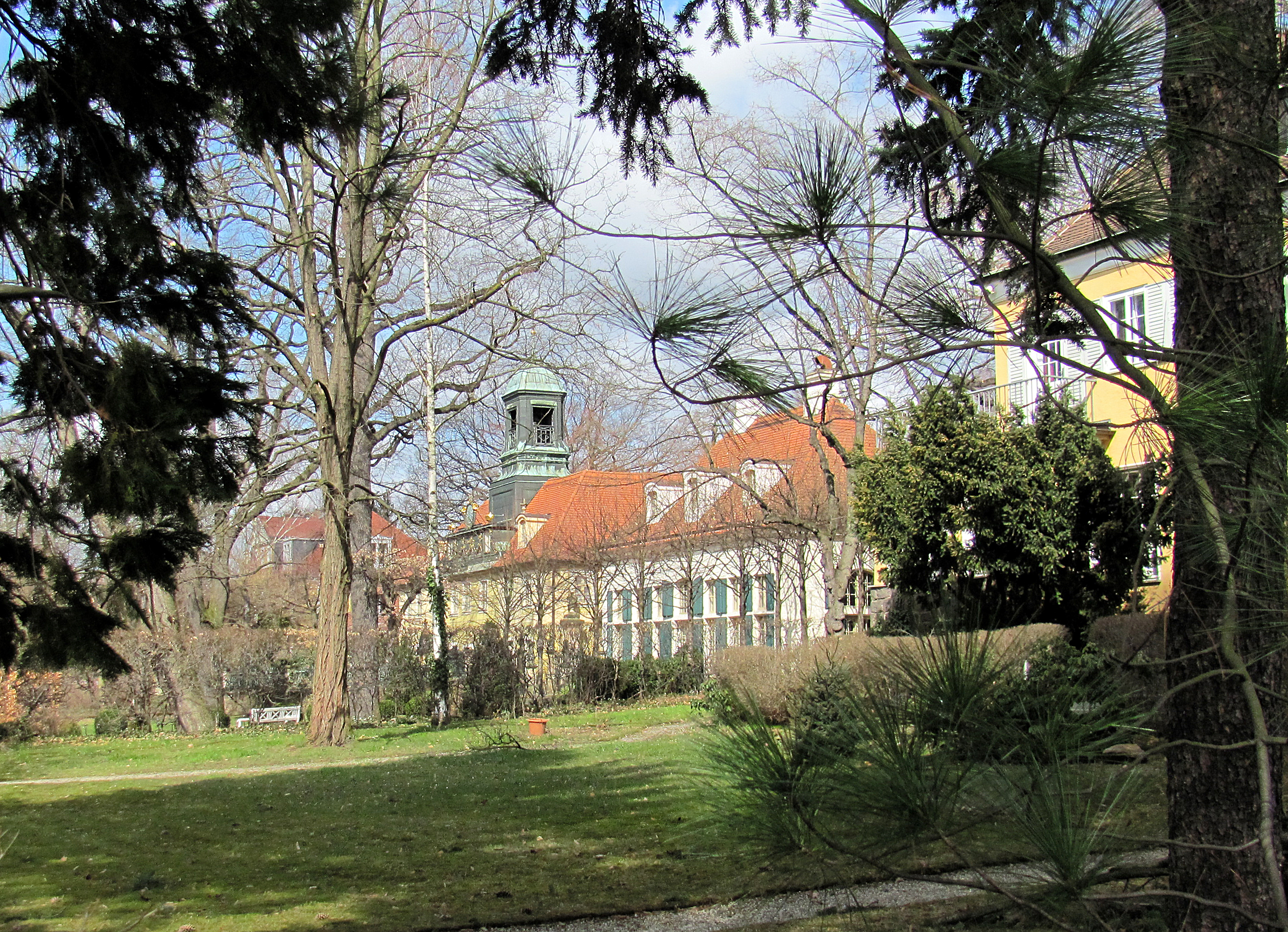
Herrenhaus mit Turm, rechts der Gartensaal und links das Gärtnerhaus. Ganz links die benachbarte Villa Steinbach. Über das Grundstück von Haus Schädler (ganz rechts) hinweg vom Eduard-Bilz-Platz aus gesehen.

Der etwa 7.000 m² große, denkmalgeschützte Gebäudekomplex besteht aus einem zweigeschossigen Herrenhaus mit U-förmigem Grundriss, rechts davon aus dem zweigeschossigen Gartensaal und links davon dem eingeschossigen Gärtnerhaus. Hinter dem Gärtnerhaus steht die etwas größere eingeschossige Remise mit Stallungen (auch als Presshaus angesprochen), hinter dem Saalbau steht ein weiteres, etwas kleineres eingeschossiges Nebengebäude. Eine Allee führt durch die Einfriedung mit Toranlage zu dem Herrenhaus, neben der sich rechts vor dem Gartensaal der untere Lustgarten befindet. Hinter der Gebäudegruppe ist der obere Lustgarten. Das Anwesen wurde bereits von dem Kunsthistoriker Gurlitt 1904 in seiner  Fundamentalinventarisation ausführlich dargestellt wie auch in der Dehio-Schnellinventarisation von 1905. Auch zu DDR-Zeiten war das Ensemble denkmalgeschützt: 1973 als „Haus Sorgenfrei mit Gartenplastik“ in der höchsten Wertgruppe I, 1979 in einem noch größeren Ensemble zusammen mit den westlich benachbarten ehemaligen Weingütern Haus Steinbach und Bennoschlößchen.
Der „ehemalige[…] Land- und Sommersitz einer bürgerlichen Familie[… ist] neben Schloss Hoflößnitz stattlichster Landsitz der Oberlößnitz, [das] Gesamtensemble [ist] baugeschichtlich, ortsgeschichtlich, gartenhistorisch, künstlerisch und landschaftsgestaltend bedeutend, [das] Hauptgebäude [ist ein] bedeutendes Bauwerk des Zopfstils, des Übergangs vom Rokoko zum Frühklassizismus, wissenschaftlich von Belang“.

### Herrenhaus
Das zweigeschossige Herrenhaus mit Walmdach hat mittig einen Dachaufbau mit einem überkuppelten Glockenturm mit Knauf und Wetterfahne. Am Aufbau befinden sich Festons, Vasenbekrönungen und eine Inschrift „SORGENFREI“. Darüber befindet sich eine Uhr, die durch Füllhörner geschmückt ist. Die Wetterfahne zeigt den Gregoryschen Greifen. Das komplett geputzte Gebäude hat ein massives Erdgeschoss und ein Obergeschoss aus Fachwerk. Der hölzerne Turm ist mit Blech verkleidet. Im Keller des Gebäudes befinden sich zwei Grundsteine mit der Inschrift „C. F. Gregory. Anno 1783“. Vor dem Gebäude steht ein geschmücktes Portal. Vor diesem wiederum befindet sich ein halbrunder Platz, auf dem die Zufahrtsallee mündet.

### Festsaalgebäude (Gartensaal)

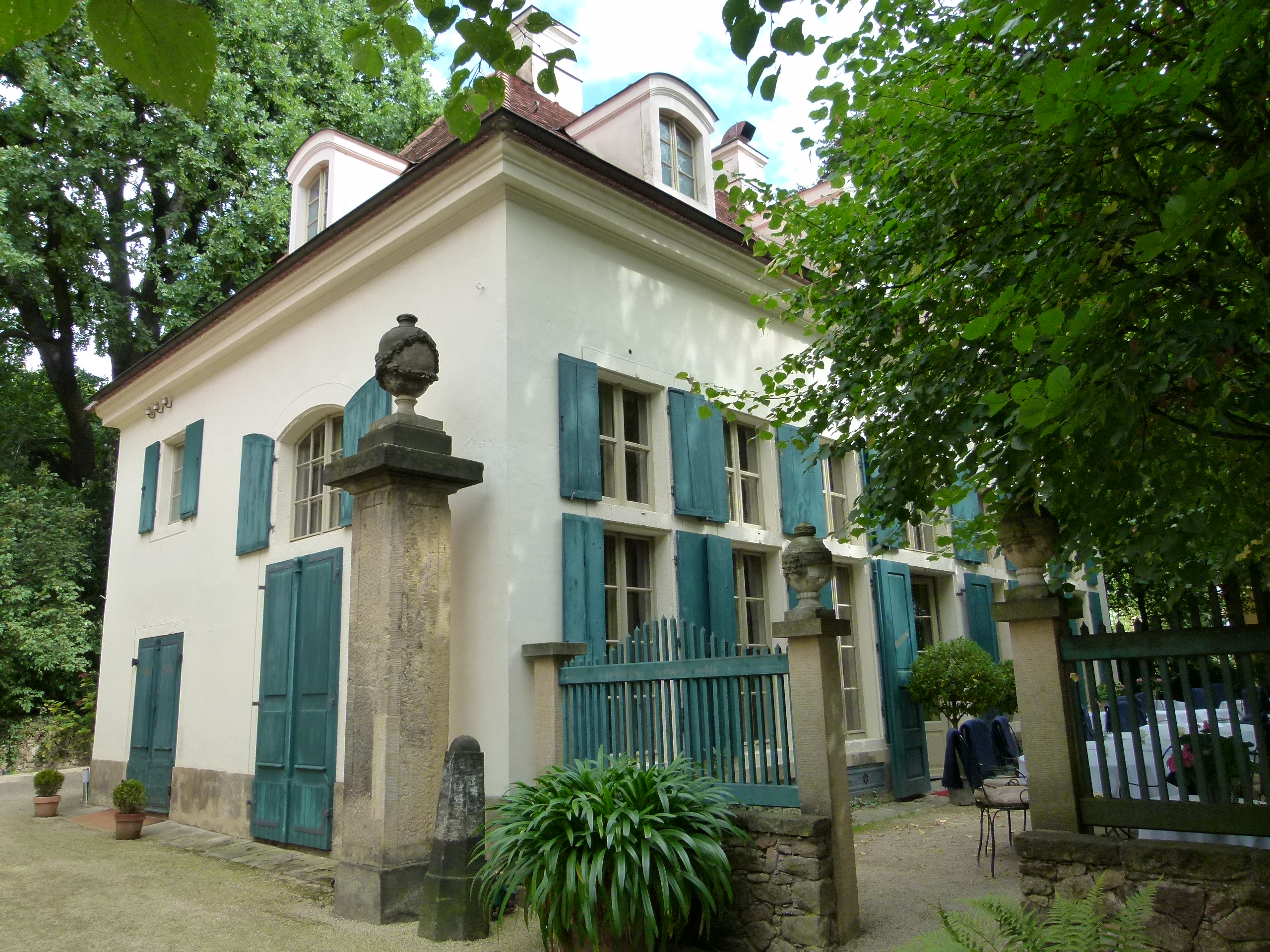
Gartensaal, heute Restaurant

Das geputzte, zweigeschossige Festsaalgebäude hat etwa die gleiche Traufhöhe wie das Haupthaus. Der sich darin befindliche Gartensaal nimmt die ganze Länge ein und reicht über beide Geschosse. Die Fassade zum unteren Garten besteht fast nur aus hohen Fenstern mit einer Fenstertür in der Mitte nebst Platz für die geöffneten Klappläden. Das 1789 datierte Gebäude hat ein Walmdach mit hohen Gauben mit Stichbogenschluss. Im Vorbau auf der Rückseite befindet sich die Treppe zum Ober- und zum Dachgeschoss.

### Gärtnerhaus
Das von 1787 datierende Gärtnerhaus links vom Haupthaus hat ein Walmdach mit Gauben, vor dem Gebäude befinden sich ein Beischlag und eine Terrasse.

### Remise (Presshaus), Hintergebäude
Die hinter dem Gärtnerhaus gelegene, verputzte Remise wird auch als Kutscherhaus bzw. Presshaus angesprochen. Sie datiert auf 1788 und hat zwei hohe, korbbogige Tore.

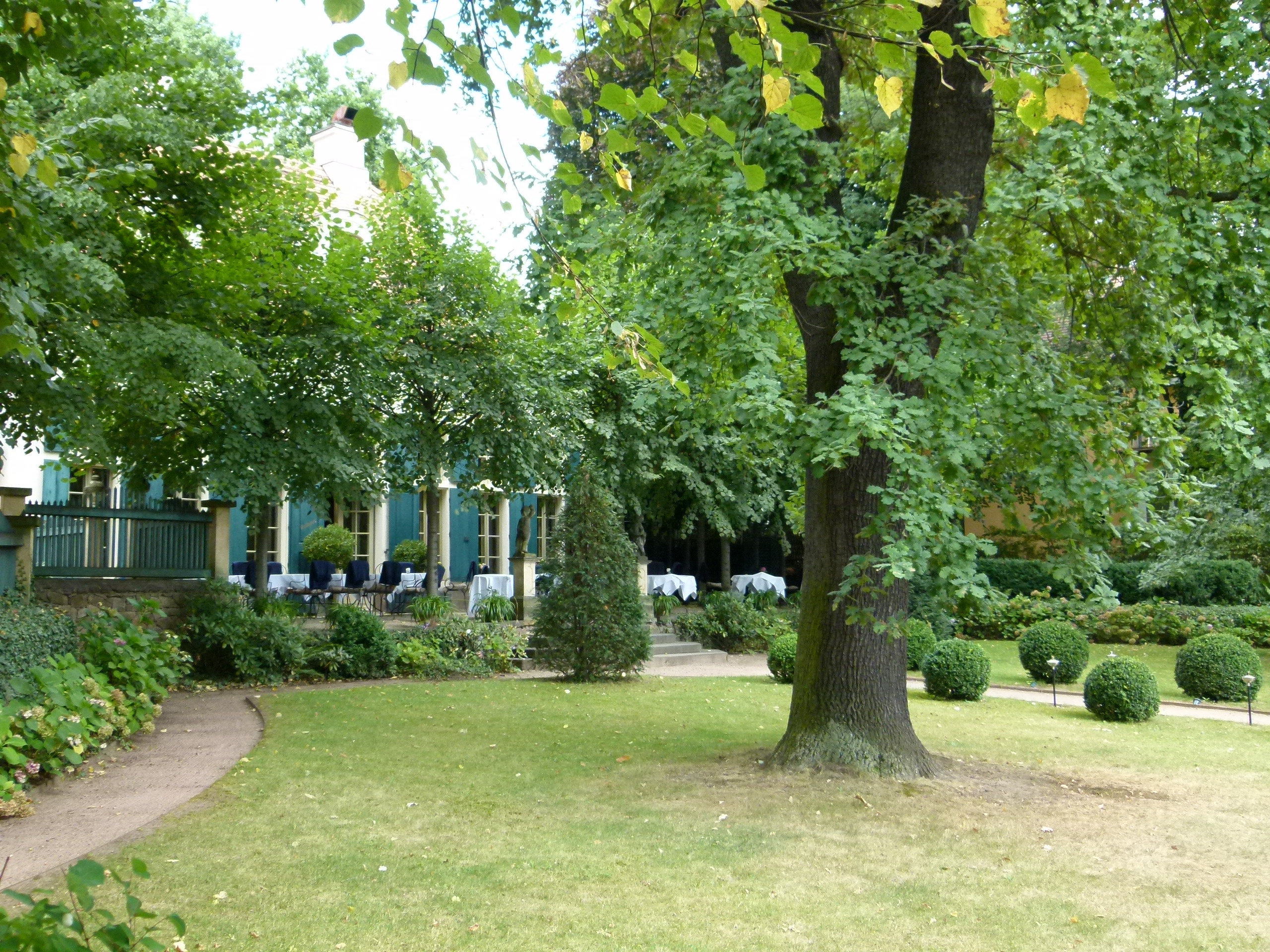
Gartensaal mit vorgelagertem, unteren Barockgarten
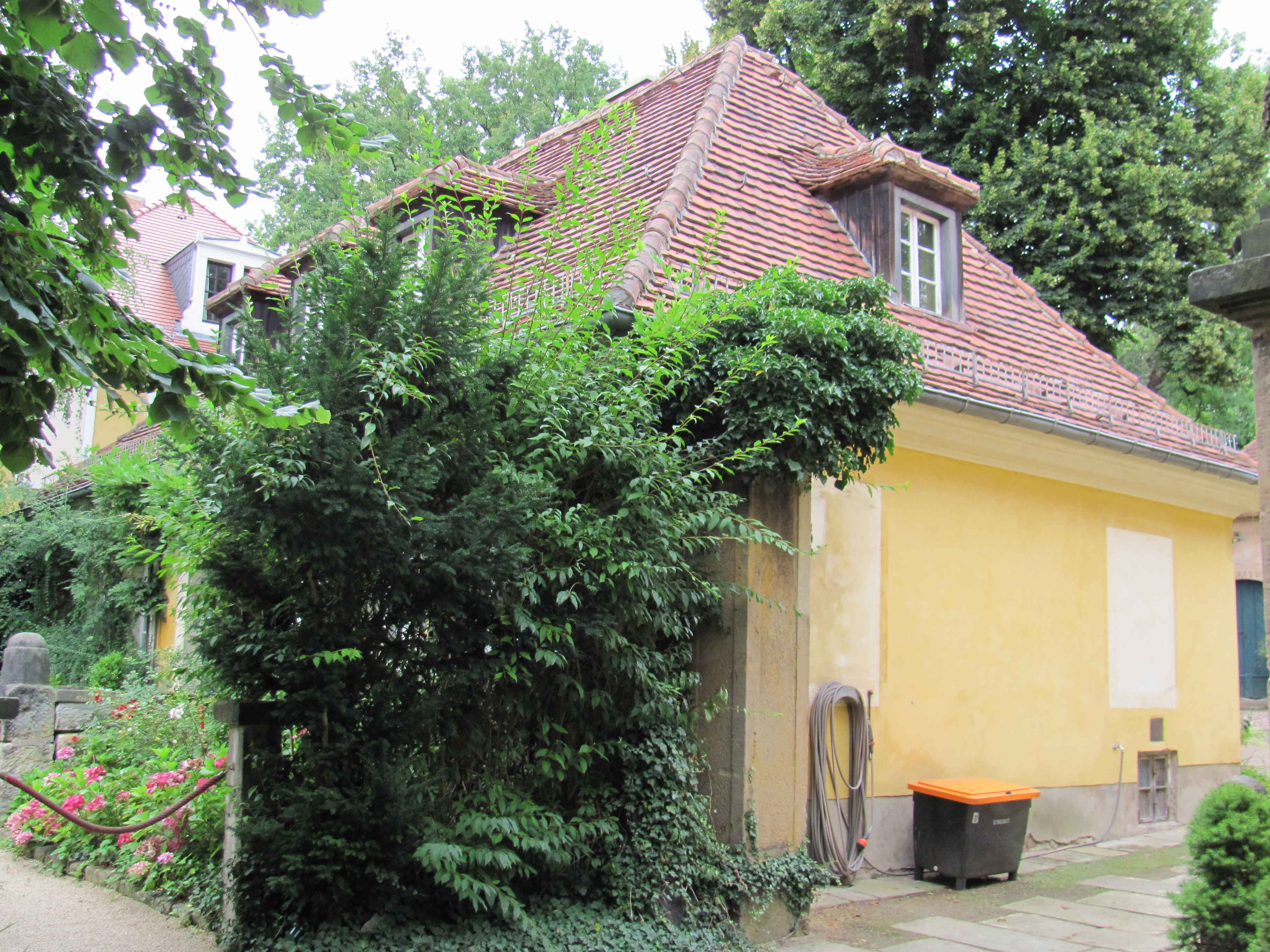
Gärtnerhaus
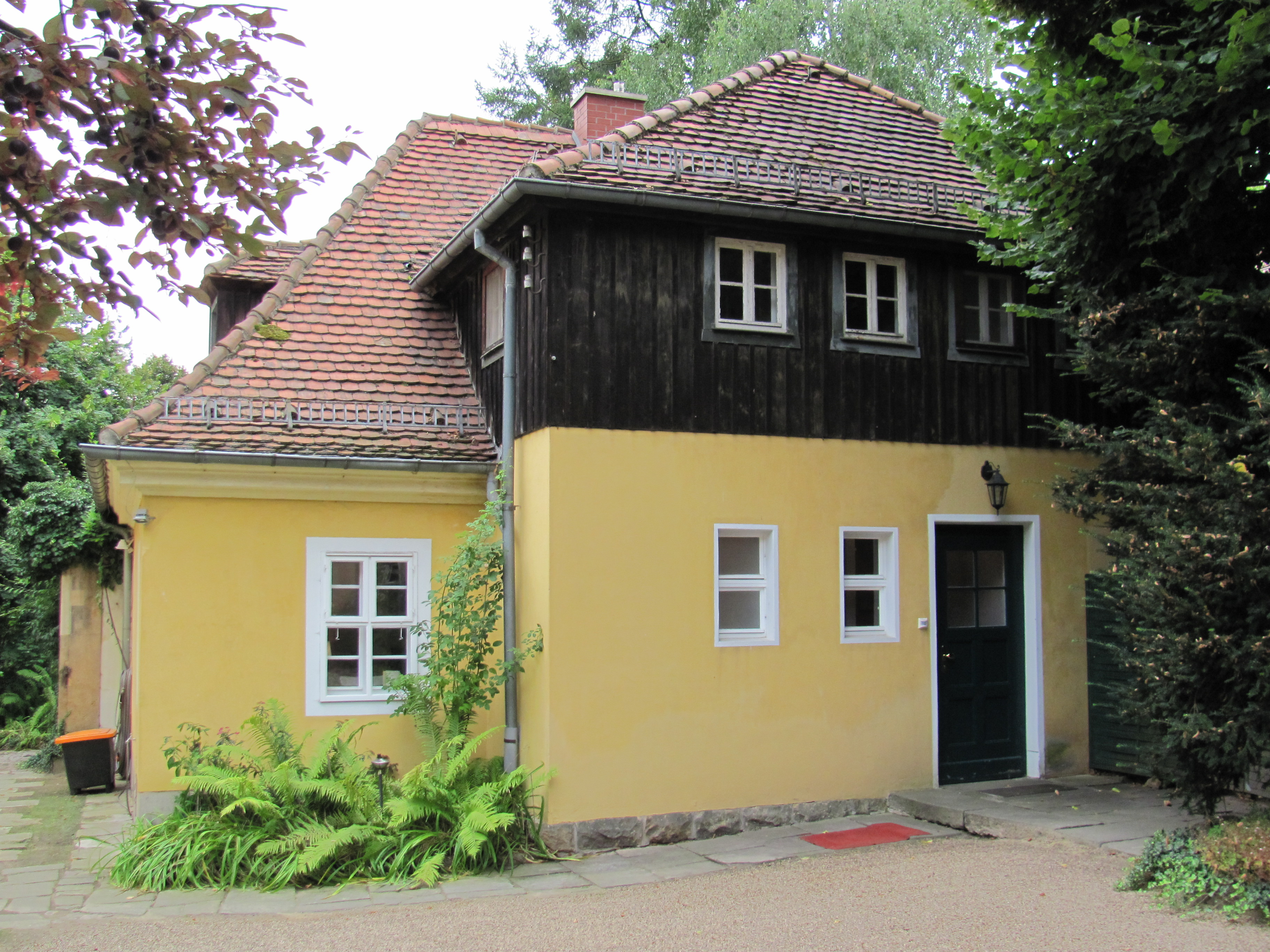
Gärtnerhaus Rückseite
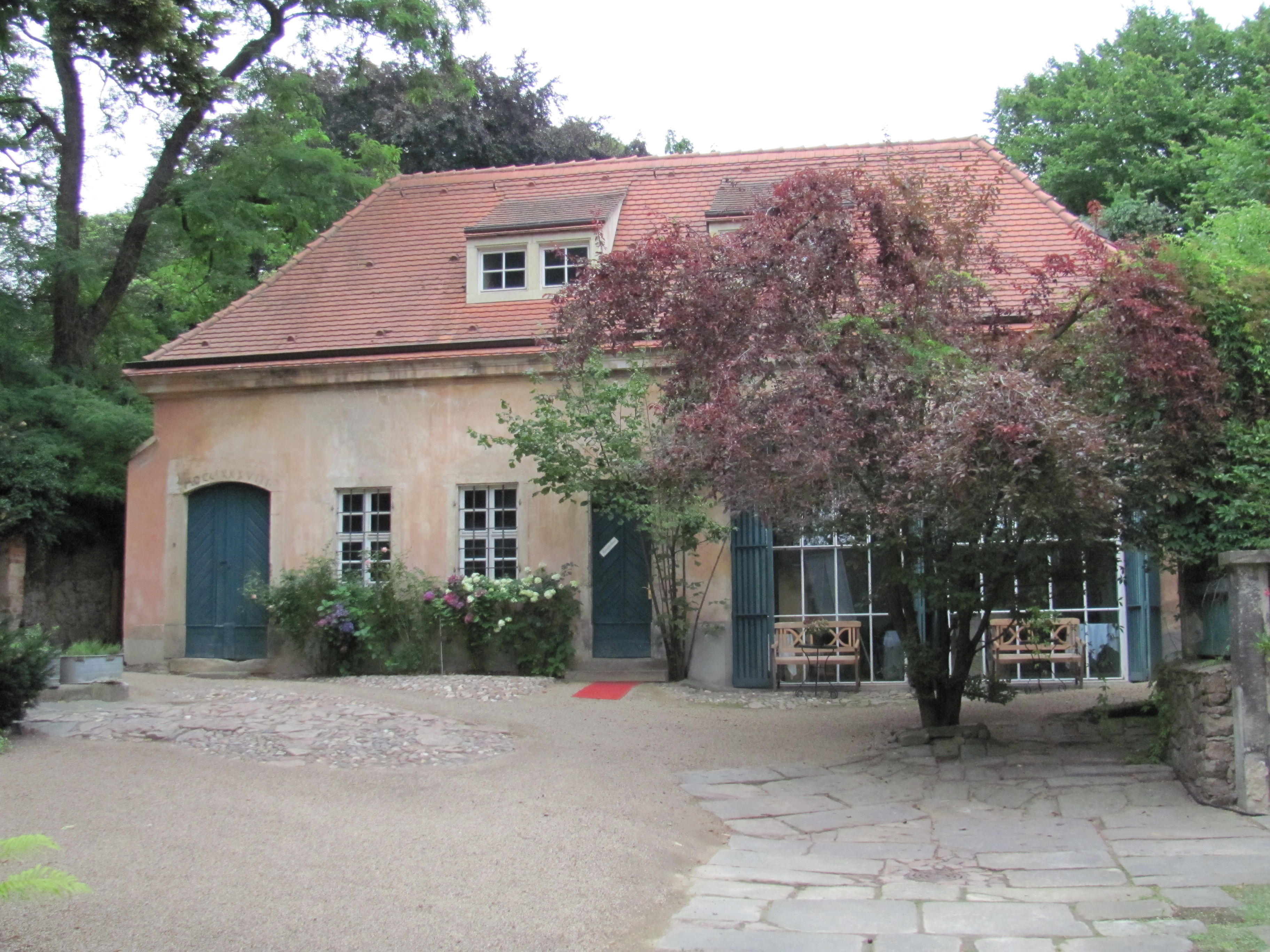
Remise
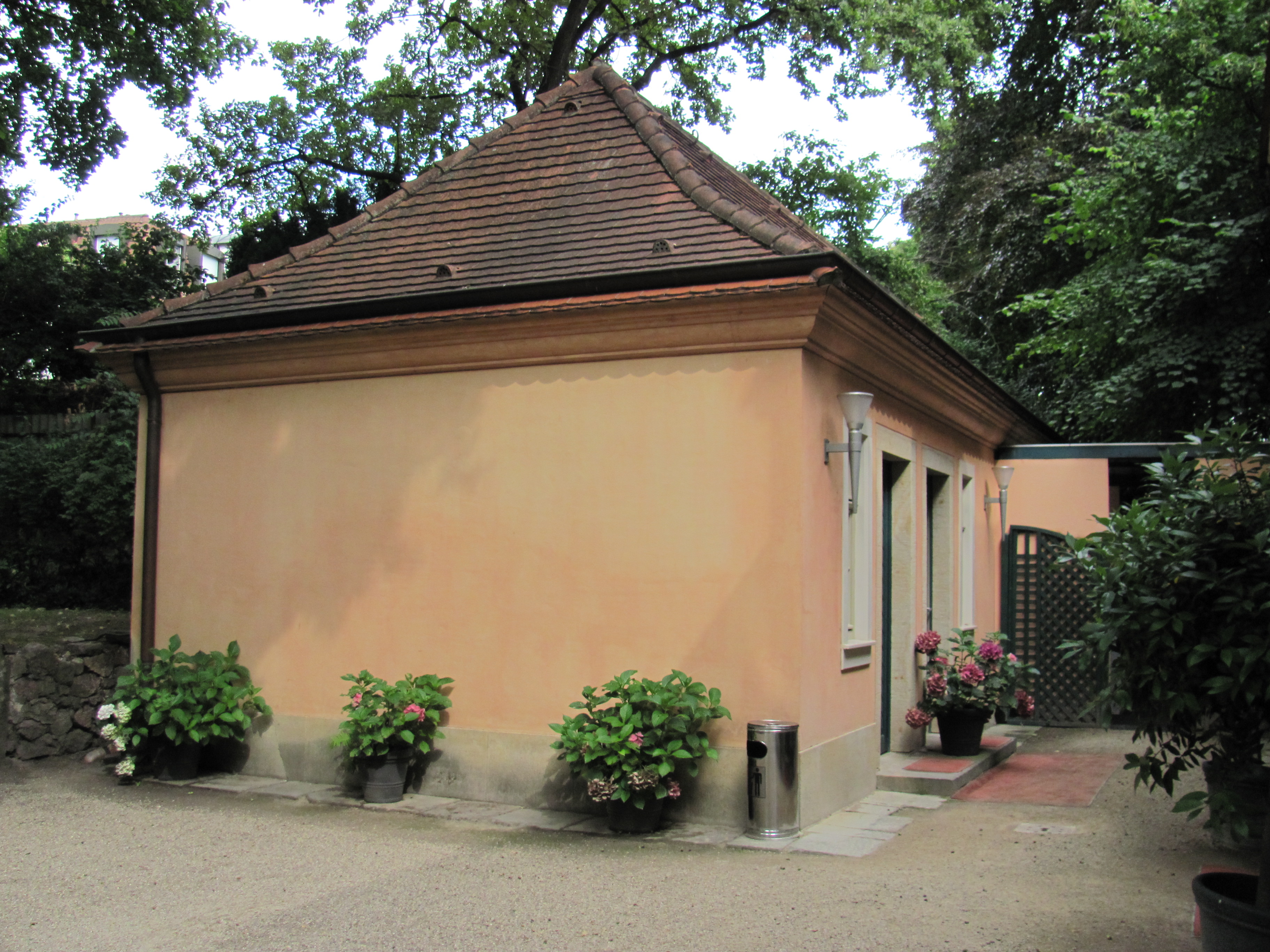
Hintergebäude hinter dem Gartensaal

### Gartenanlagen
Vorne vor dem Gartensaal befindet sich eine Gartenveranda, von der aus eine Treppe in die französische Gartenanlage des unteren Lustgartens führt, in welchem sich ein Brunnen mit Sphinx, umgeben von altem Baumbestand, befindet.
Der obere Garten hinter dem Gebäude steigt auf Terrassen an, in der Mitte wird eine Treppenanlage durch vasengekrönte Postamente geführt. Das gesamte Grundstück gilt als Werk der Landschafts- und Gartengestaltung. Es geht im Westen unmittelbar über in die denkmalgeschützten Außenanlagen von Haus Steinbach, im Osten in den ebensolchen Garten von Haus Schädler.

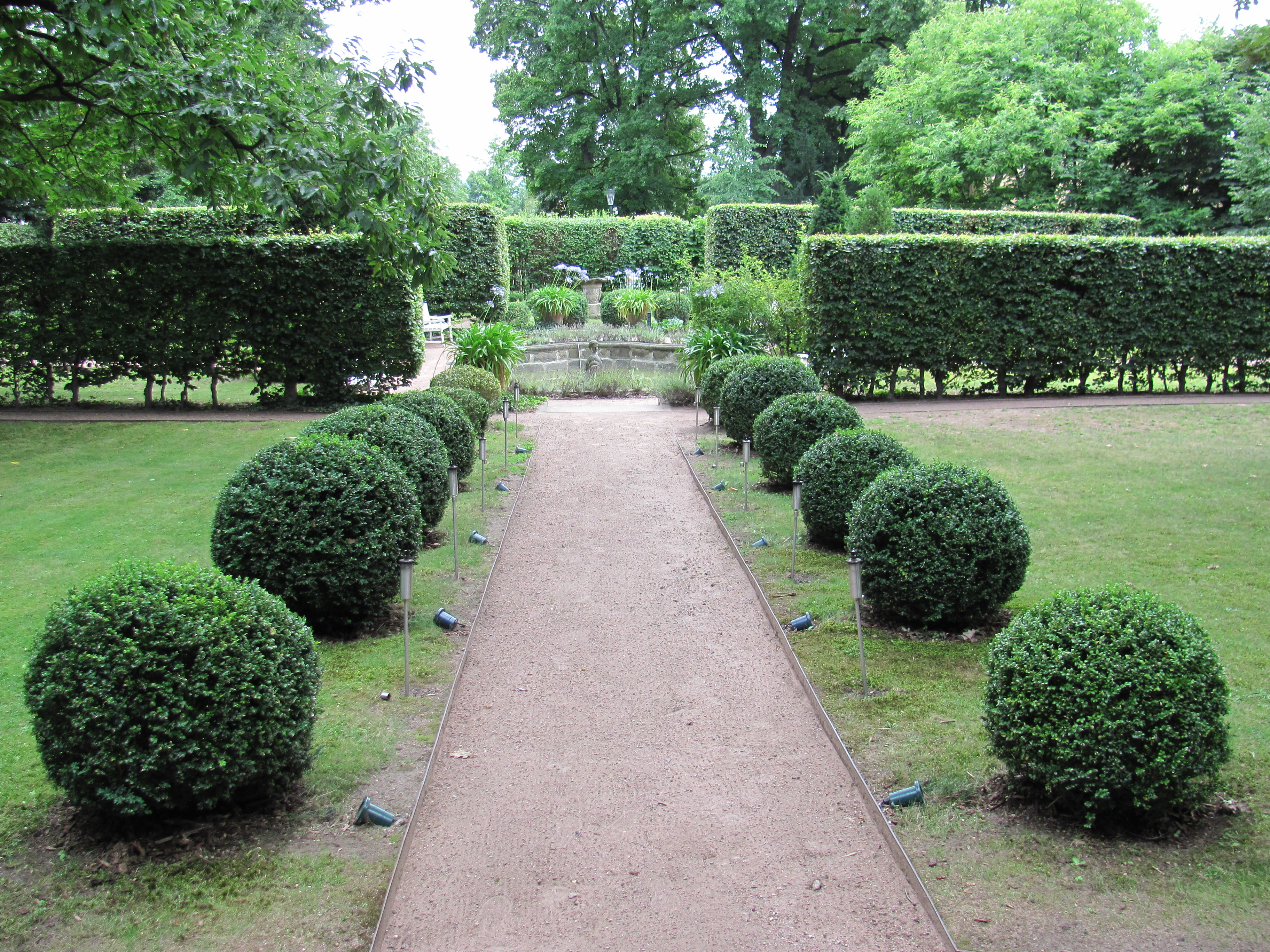
Barocke Gartenanlage vor dem Gartensaal, mit Sphinx als Wasserspiel
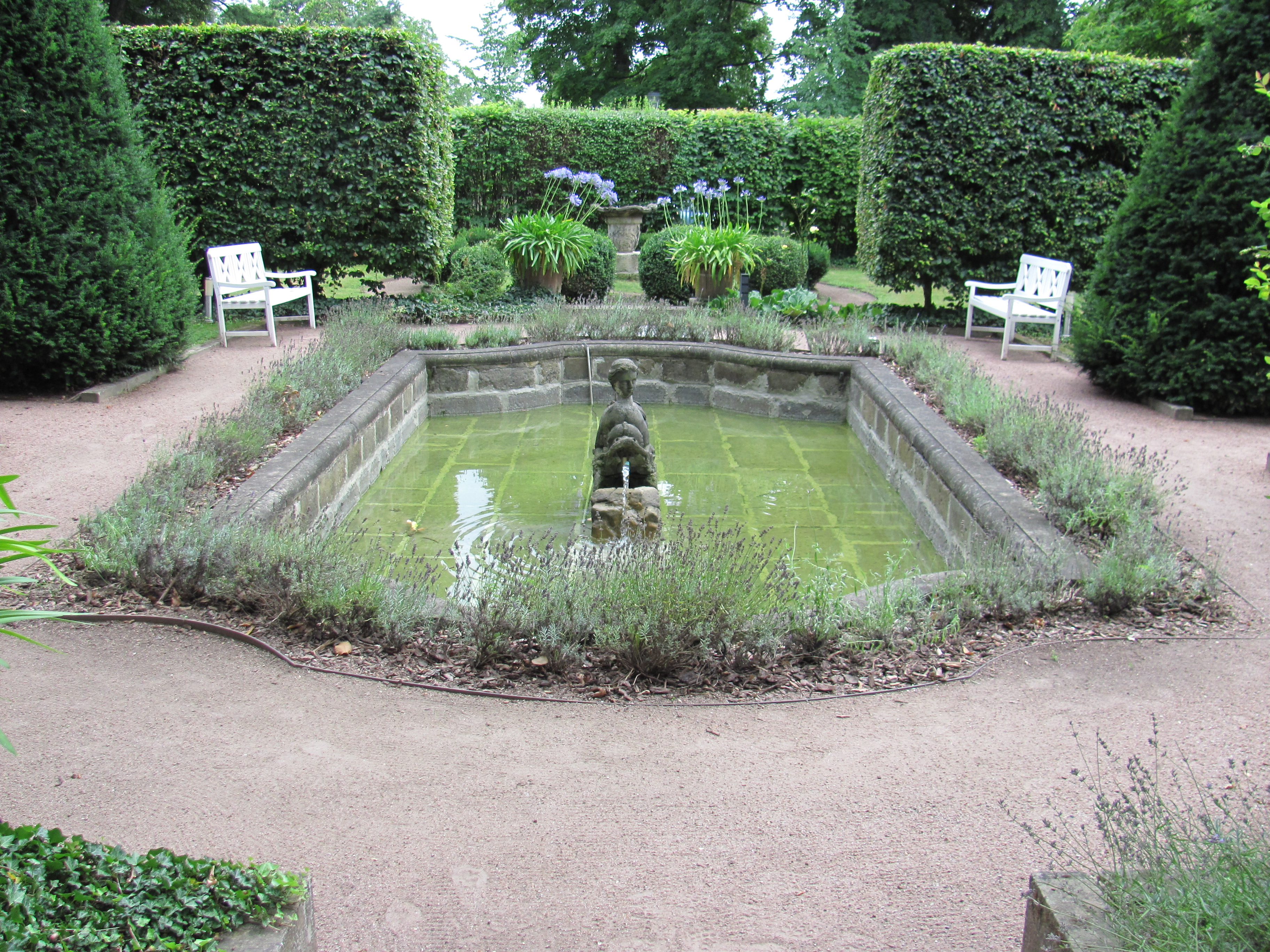
Wasserspiel mit Sphinx
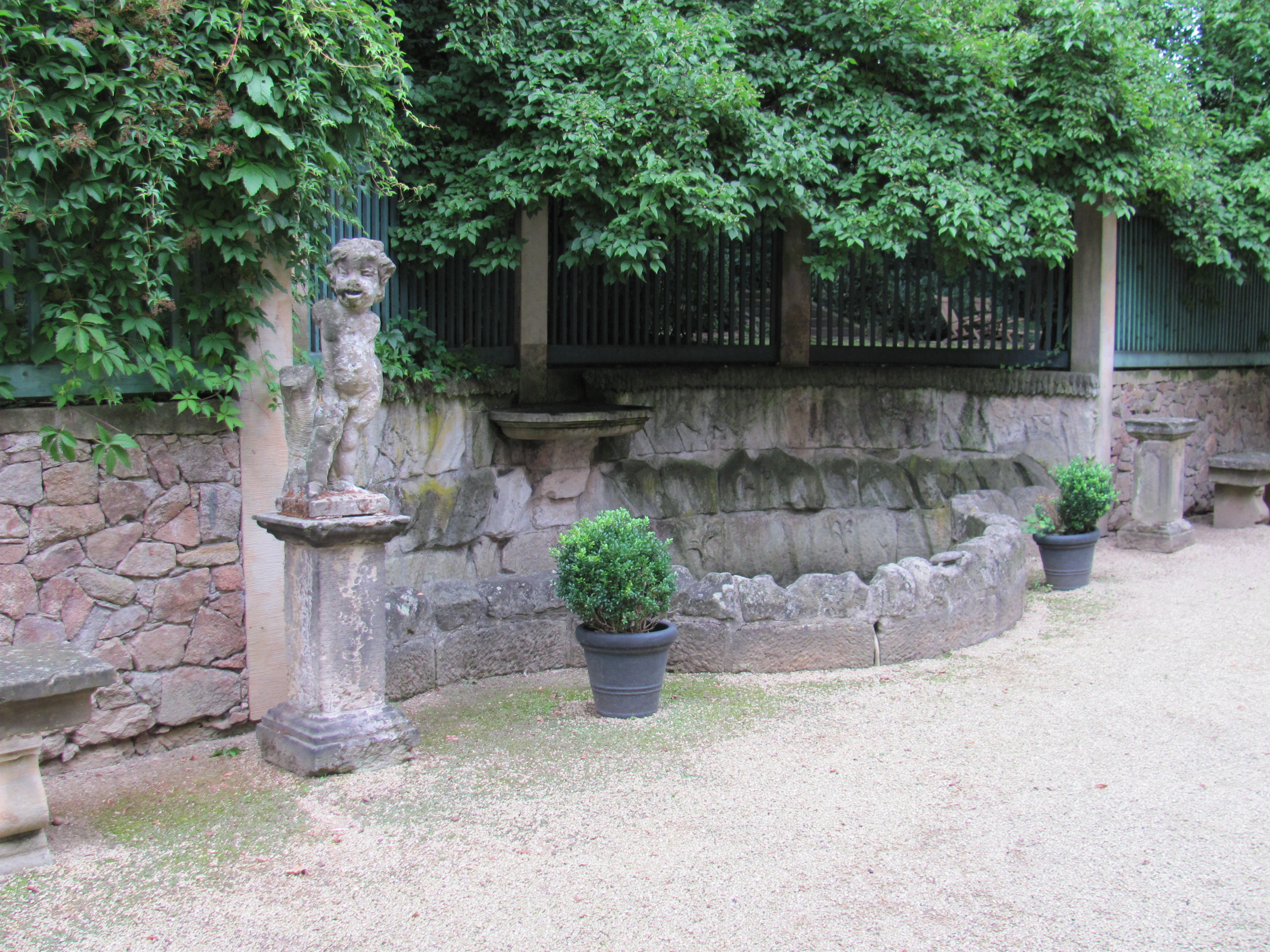
Brunnenbecken auf der Rückseite des Herrenhauses
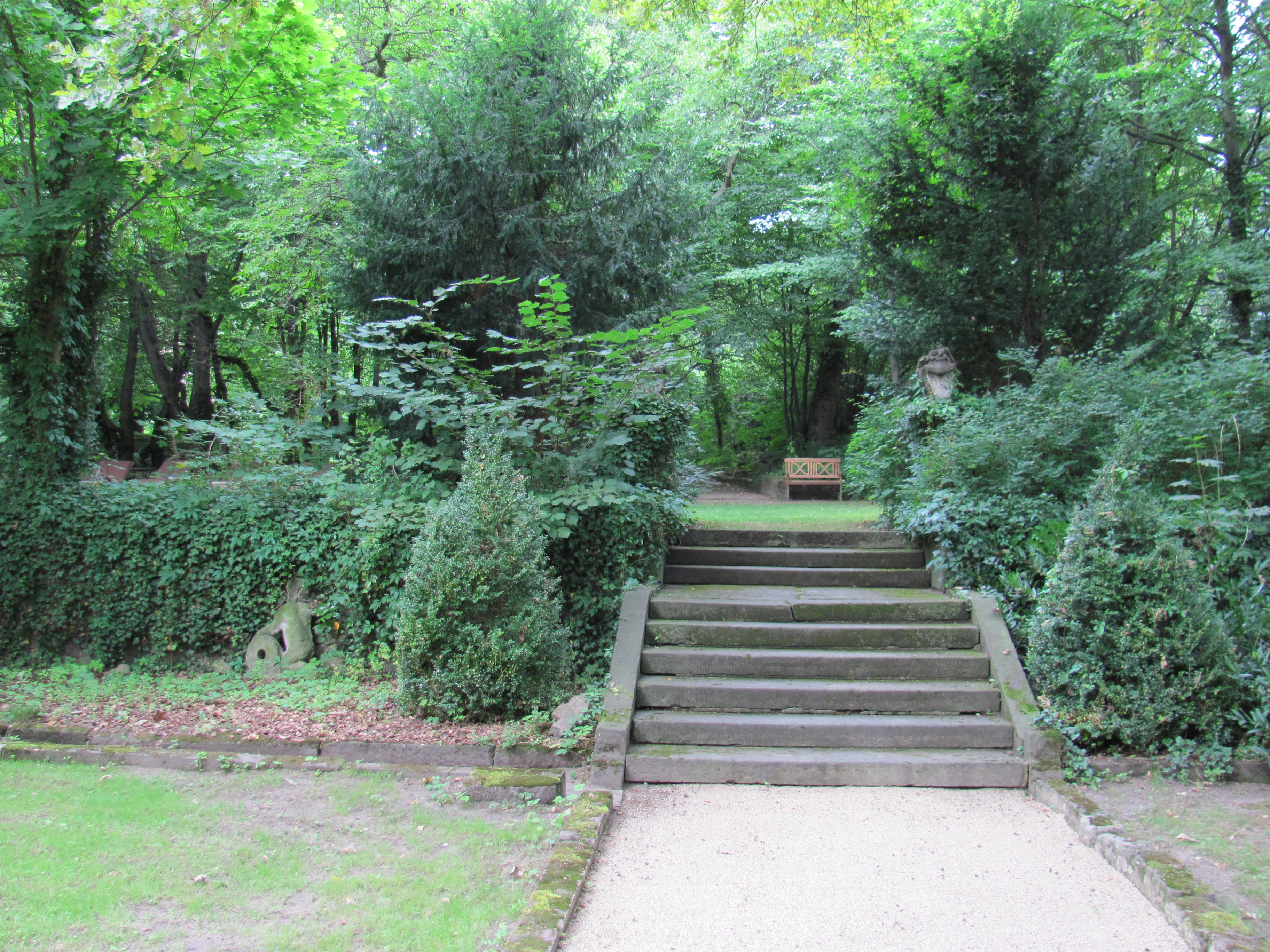
Aufgang zum oberen Park
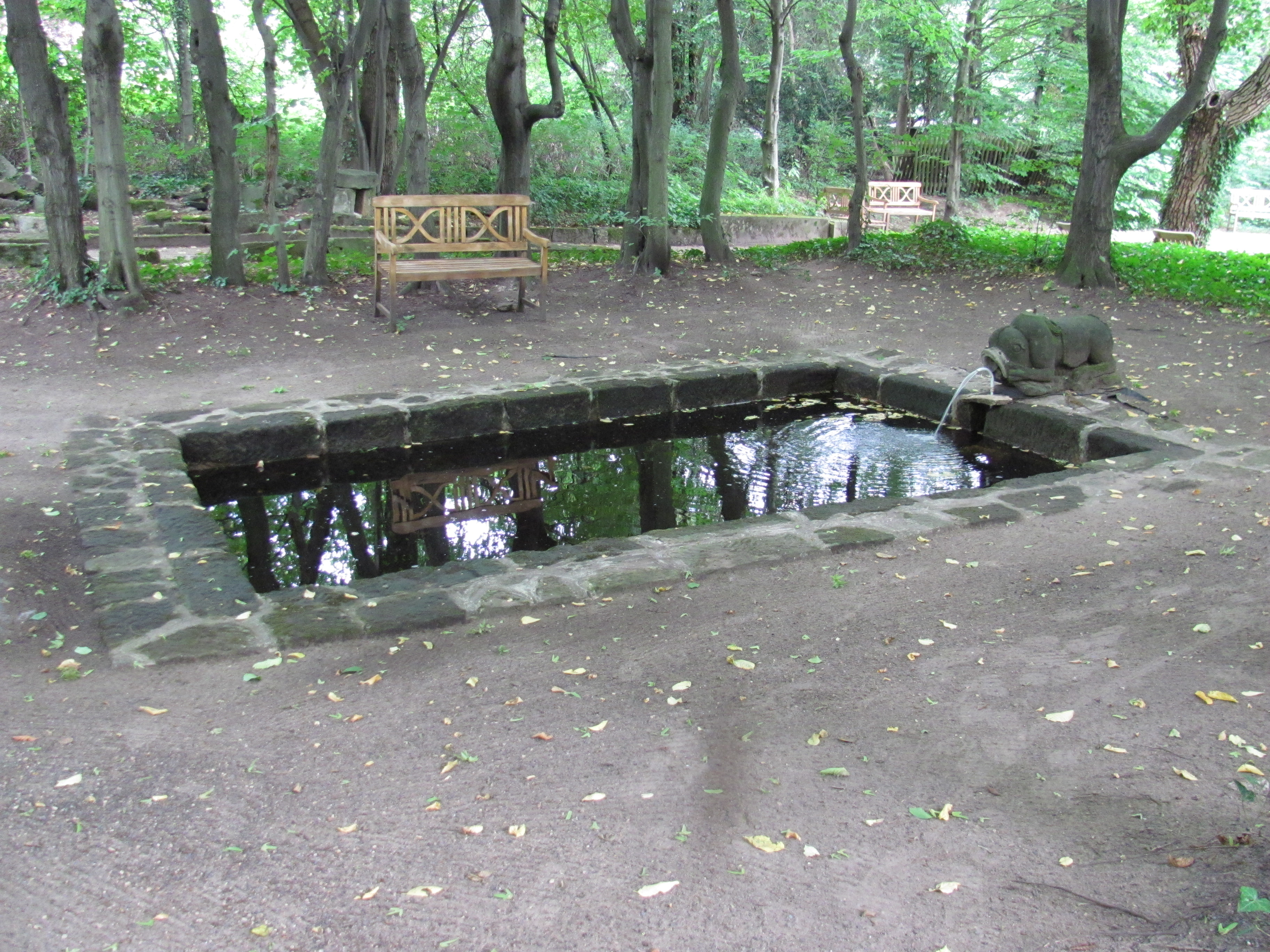
Park-Wasserbecken mit Seeungeheuer

## Geschichte
Bereits im frühen 18. Jahrhundert befand sich an dieser Stelle, am Fuß des Hausbergs, ein Weingut, das 1770 durch Erbschaft seiner Frau in den Besitz des aus Berlin stammenden Kaufmanns Albert Friedrich Gregory (1728–1776) kam. Dieser erweiterte das Anwesen noch im Jahr seines Todes 1776 durch den Kauf des benachbarten Spinshirnschen Weinbergs. Sein später zum Freiherrn geadelter Sohn, der Dresdner Bankier Christian Friedrich von Gregory, ließ auf dem Majoratsbesitz seiner Familie in den Jahren 1783 bis 1789 unter Verwendung von Teilen des Vorgängergebäudes das Ensemble im Dresdner Zopfstil errichten. In den Folgejahren errichtete Gregory auf dem Oberberg einen Drachentempel, der im Geist der Romantik nach dem Beispiel der Chinoiserien auf Schloss Pillnitz entstand. Dieser Tempel, den der Oberlößnitzer Maler Herbert König um 1866 im Bild festhielt, wurde Anfang des 20. Jahrhunderts wegen Neubebauung der Flächen verkauft und abgetragen.

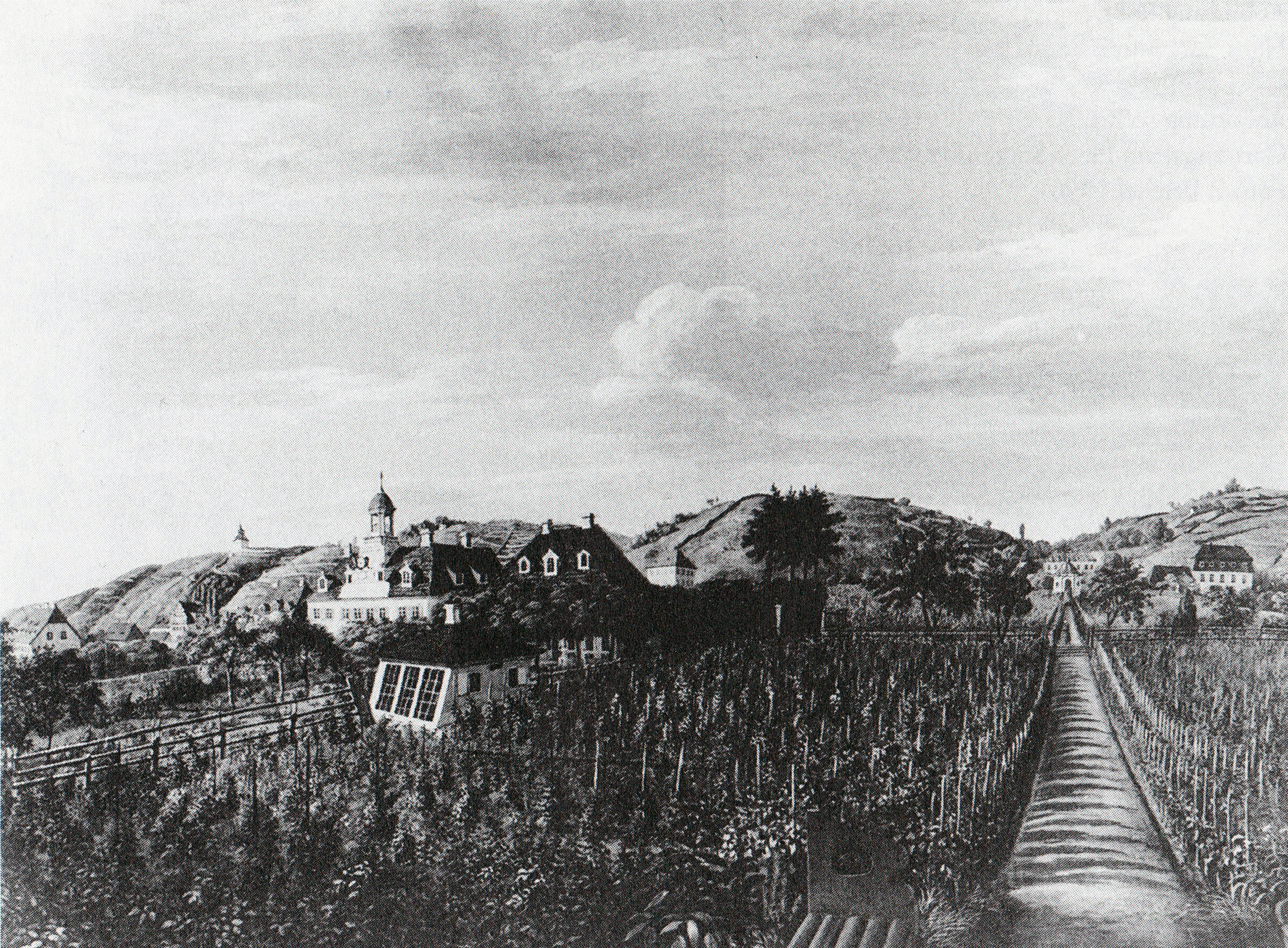
Herrengut Sorgenfrei, Gemälde von 1829. Rechts der Weg zum Drachenpavillon an der nordöstlichen Grundstücksgrenze. (Noch weiter rechts: der Straken, an Haus Albertsberg vorbei. Ganz links Haus Steinbach, darüber auf der Hangkante das Spitzhaus)

Gregory schuf mit dem Erwerb der benachbarten Weinbergsbesitzung, die zur Villa Wach gehörte, sowie weiterer Weinberge 1790/1791 den mit etwa 10 Hektar lange Zeit größten zusammengehörigen Weinbergsbesitz der Oberlößnitz. 1798 erwarb er auch noch Schloss Wackerbarth in der Niederlößnitz, 1799 den dort benachbarten Weinberg Fliegenwedel. Die beiden letzteren gingen 1808 an August Josef Ludwig von Wackerbarth.
1920 verkaufte Oberst v. Gregory das Anwesen an seinen Neffen, den Radebeuler Architekten Alfred Tischer, der 1933 auf dem südlichen (Augustusweg 46) und dem östlichen Nachbargrundstück (Eduard-Bilz-Straße 54) jeweils ein Einfamilienhaus errichtete. 1940 verkaufte Tischer das Anwesen von Haus Sorgenfrei weiter, da die Behebung der im Laufe der Jahrzehnte entstandenen Bauschäden seine Mittel überstieg. 1943/44 war das Anwesen im Besitz des Leipziger Juristen Ernst Schubert. Paul Ahnert, Vater von Gussy Hippold-Ahnert, betrieb dort im Gartenhaus eine Miederwarenwerkstatt.
Nach dem Zweiten Weltkrieg kam das Anwesen in die Verwaltung der Stadt Radebeul, die das Haupthaus in mehrere Einzelwohnungen aufteilte. In diesen lebten unter anderem das Malerehepaar Erhard Hippold und Gussy Hippold-Ahnert, die im Gartensaal zur Sicherung ihrer Existenz die väterliche Miederwarenwerkstatt weiterbetrieben, sowie der Ornithologe Rudolf Pätzold. Robert Thren lebte mit seiner Frau im Gärtnerhaus. Anfang der 1970er Jahre übernahm die städtische Gebäudewirtschaft das Anwesen und führte erste Sicherungs- und Werterhaltungsmaßnahmen durch.
Nach der Reprivatisierung Anfang der 1990er Jahre erfolgte die Sanierung des Ensembles von 1994 bis 1999 in Anlehnung an das historische Vorbild; sie stellte eine mit den üblichen Kategorien der denkmalpflegerischen Sanierung nicht vergleichbare Leistung dar. Die damalige Bauherrschaft, die Familie Hanson, erhielt dafür im Jahr 2000 den Radebeuler Bauherrenpreis in der Kategorie Sonderpreis für die Sanierung eines kulturhistorisch wertvollen Ensembles sowie den Bundespreis für Handwerk in der Denkmalpflege. Nach der Zwangsversteigerung 2004 kam das Anwesen in neue Hände, die in der Folgezeit wechselten.

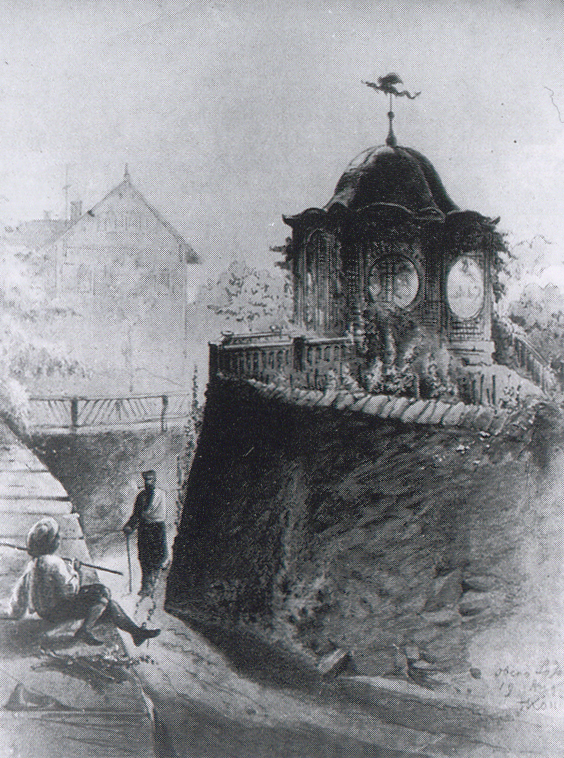
Der „Drachentempel“ auf einem Gemälde von Herbert König, um 1866
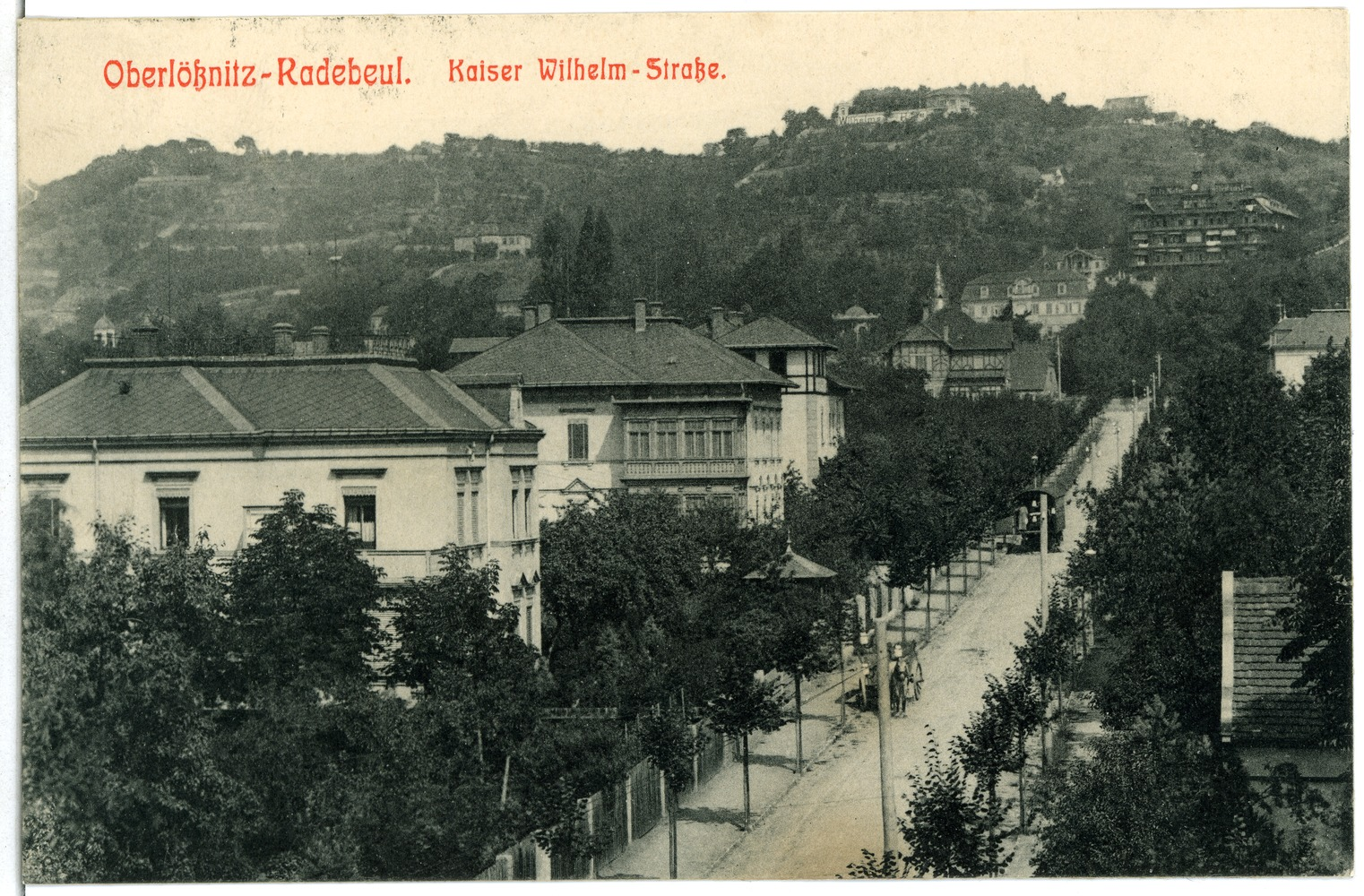
Der Drachentempel 1901 (Bildmitte)
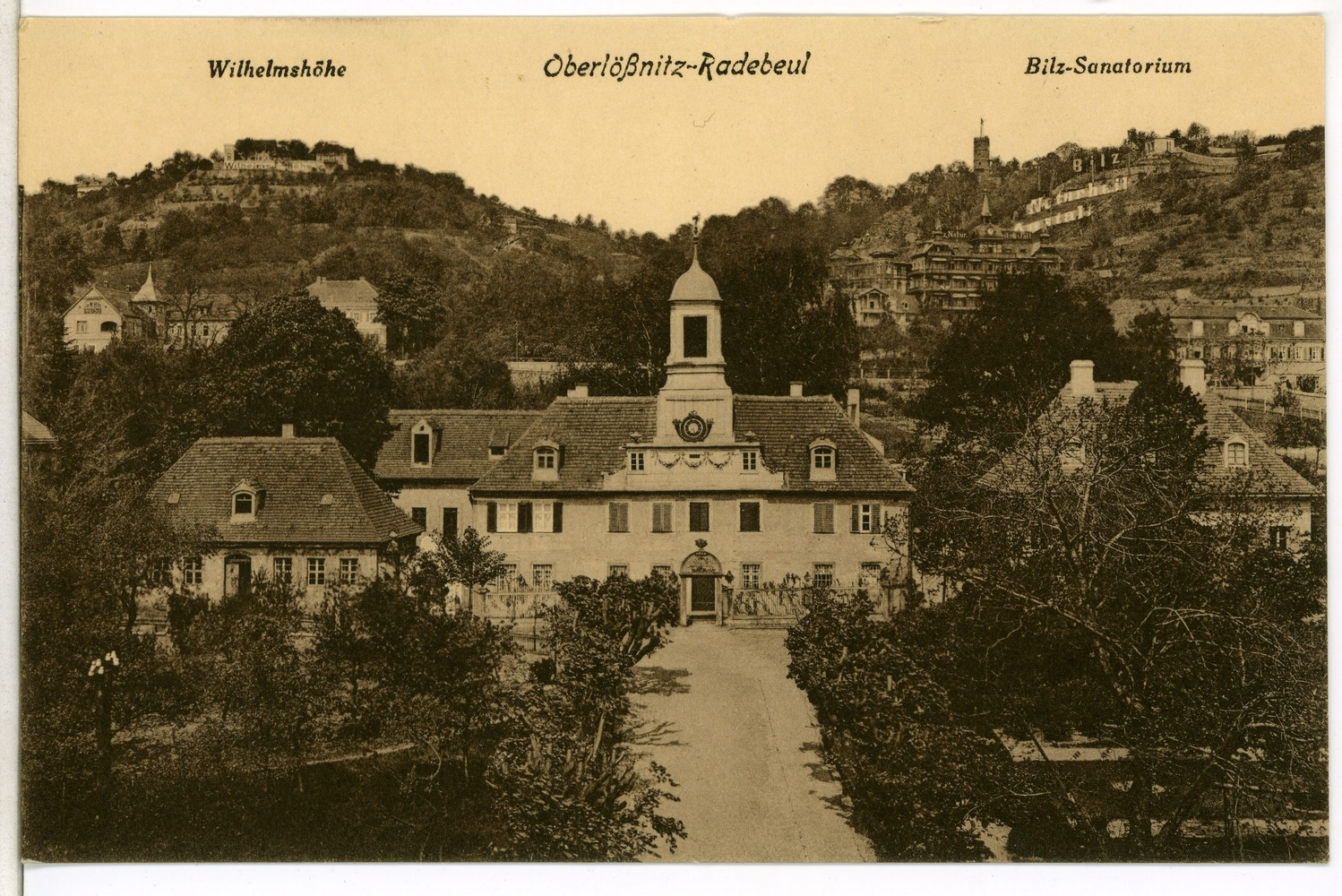
Haus Sorgenfrei, 1909. Rechts der Gartensaal mit Barockgarten, links das Gärtnerhaus. (Rechts oben: der Mäuseturm, darunter Schloss Lössnitz)
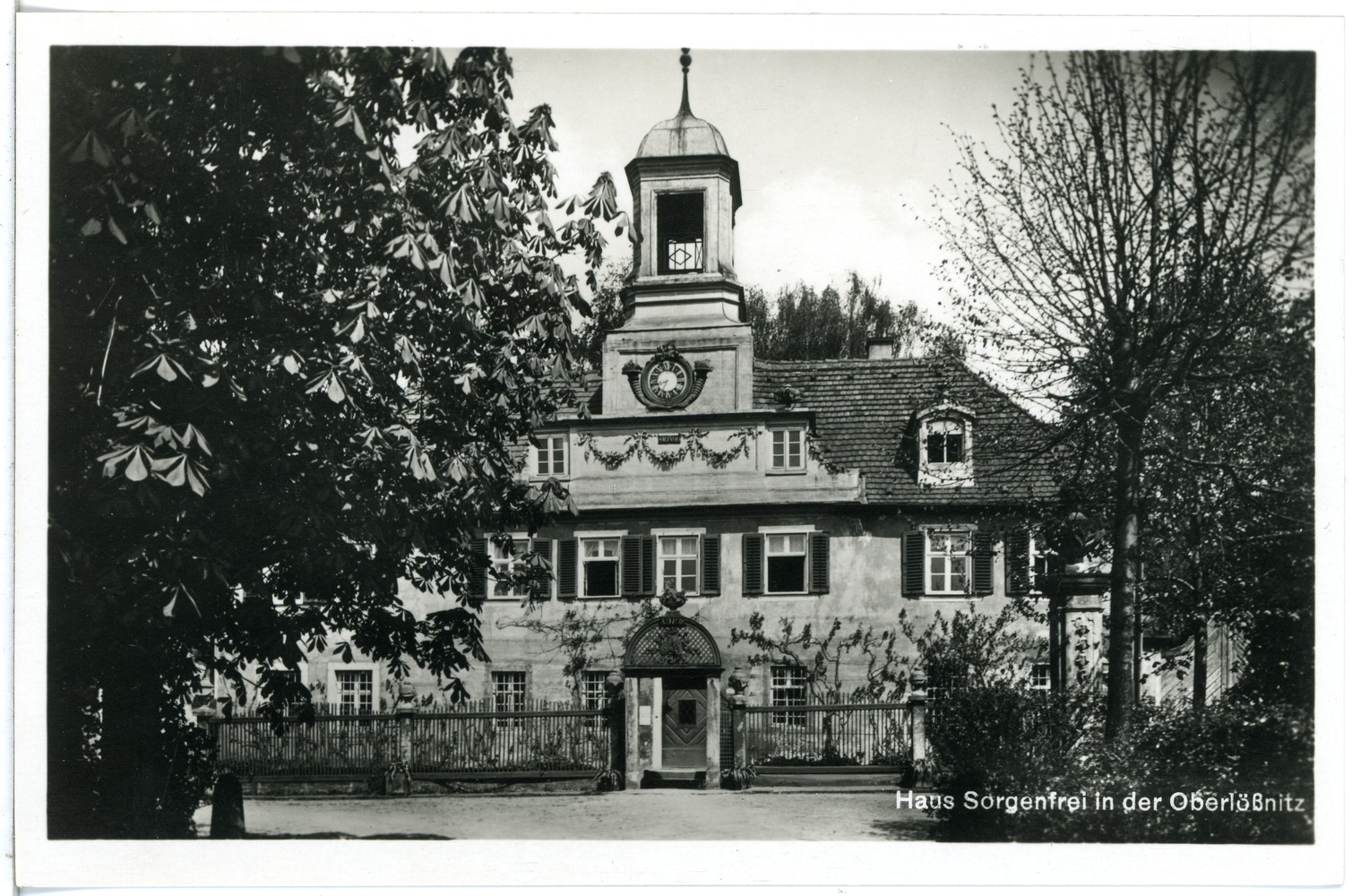
Haus Sorgenfrei, 1929

## Heutige Nutzung
Im Herrenhaus befindet sich ein kleines Hotel und im Gartenhaus ein Restaurant. Im Mai 2015 wurde die Anlage von Stefan Hermann übernommen, der in Dresden mit einem Michelin-Stern und 17 Punkten im Gault-Millau ausgezeichneter Patron und Küchenchef im 2019 wegen Pachtablauf geschlossenen bean & beluga war. Das Hotel Villa Sorgenfrei bekommt im Gault-Millau seit 2011 die Einstufung Erstklassig. Das Restaurant Atelier Sanssouci wird im Gault-Millau seit 2016 mit Zwei Kochmützen eingestuft, 2017/2020 mit 16 Punkten. Im Februar 2019 wurde sein Restaurant Atelier Sanssouci unter Küchenchef Marcel Kube ebenfalls mit einem Michelinstern ausgezeichnet.
Der Park ist für Besucher geöffnet.

### Literarische Texte
- Heinz Czechowski: Radebeul, Oberlößnitz, Augustusweg 48: Haus Sorgenfrei (1973). In: Ders.: Der Garten meines Vaters. Grupello, Düsseldorf 2003, S. 58–75.